# Svatý Vít
Svatý Vít är ett berg i Tjeckien.   Det ligger i regionen Vysočina, i den sydöstra delen av landet, 150 km sydost om huvudstaden Prag. Toppen på Svatý Vít är 557 meter över havet.
Terrängen runt Svatý Vít är huvudsakligen lite kuperad.Runt Svatý Vít är det ganska tätbefolkat, med 83 invånare per kvadratkilometer. Närmaste större samhälle är Třebíč, 16,1 km norr om Svatý Vít. Trakten runt Svatý Vít består till största delen av jordbruksmark.